# Керимов, Кенан Низами оглы
Кена́н Низами́ оглы́ Кери́мов (азерб. Kənan Nizami oğlu Kərimov; 5 августа 1976, Евлах, Азербайджанская ССР, СССР) — азербайджанский футболист, нападающий.
Выступает в команде азербайджанской Премьер-лиги «Гянджа» из одноимённого города. Выступал за сборную Азербайджана.
Младший брат — Сахил Керимов — также профессиональный футболист, игрок агдамского «Карабаха».

## Биография
Начинал карьеру в родном городе. В 1992 играл за «Автомобилчи». В 1993 перешёл в «Карабах» (Агдам), где играл в течение 5 сезонов. Затем, за 2 года поменял несколько клубов — СКА (Баку), «Памбыгчы» (Барда), «Виляш». В сезоне 2001/02 играл за «Кяпаз». В сезоне 2003/04 — за «Шамкир». В 2004 перешёл в «Туран», а из него — в Карван. В 2006 вернулся в «Карабах», где отыграл 2 сезона.
В сезоне 2009/10 забил 100 мяч в чемпионатах Азербайджана.
В 2011 году вернулся в Евлах, играл за «Карван» в первой лиге Азербайджана. Некоторое время был играющим тренером команды.

## Достижения
- Чемпион Азербайджана: 1993, 1996/97 («Карабах»)
- Обладатель кубка Азербайджана 1993 («Карабах»)
- Обладатель суперкубка Азербайджана 1993 («Карабах»)
- Серебряный призёр Чемпионата Азербайджана: 1993/94, 1996/97 («Карабах»), 2003/04 («Шамкир»), 2005/06 («Карван»)